# Tanaorhinus reciprocata
Tanaorhinus reciprocata är en fjärilsart som beskrevs av Walker 1861. Tanaorhinus reciprocata ingår i släktet Tanaorhinus och familjen mätare. Inga underarter finns listade i Catalogue of Life.